# × Anacamptiplatanthera payotii
× Anacamptiplatanthera payotii – gatunek roślin z monotypowego rodzaju × Anacamptiplatanthera z rodziny storczykowatych (Orchidaceae). Gatunek jest mieszańcem znanym dotychczas tylko z Francji w Europie. Formuła hybrydowa to Anacamptis pyramidalis × Platanthera bifolia.

## Systematyka
Gatunek sklasyfikowany do podplemienia Orchidinae w plemieniu Orchideae, podrodzina storczykowe (Orchidoideae), rodzina storczykowate (Orchidaceae), rząd szparagowce (Asparagales) w obrębie roślin jednoliściennych.